# Heidemarie Steiner
Heidemarie Steiner (Kołobrzeg, 9 maggio 1944) è un'ex pattinatrice artistica su ghiaccio tedesca, specializzata nel pattinaggio artistico su ghiaccio a coppie.

## Palmarès

### Individuale femminile
| Internazionali                     | Internazionali | Internazionali | Internazionali | Internazionali |
| Evento                             | 1960           | 1961           | 1962           | 1963           |
| ---------------------------------- | -------------- | -------------- | -------------- | -------------- |
| Campionati europei                 | 26°            | 23°            |                |                |
| Nazionali                          |                |                |                |                |
| Campionati della Germania dell'Est | 1°             | 3°             | 2°             | 2°             |

### Coppie con Heinz-Ulrich Walther
| Internazionali                     | Internazionali | Internazionali | Internazionali | Internazionali | Internazionali |
| Evento                             | 1965–66        | 1966–67        | 1967–68        | 1968–69        | 1969–70        |
| ---------------------------------- | -------------- | -------------- | -------------- | -------------- | -------------- |
| Giochi olimpici invernali          |                |                | 4°             |                |                |
| Campionati mondiali                | 9°             | 5°             | 5°             | 5°             | 3°             |
| Campionati europei                 | 8°             | 3°             | 3°             | 4°             | 3°             |
| Prague Skate                       |                | 3°             |                |                |                |
| Nazionali                          |                |                |                |                |                |
| Campionati della Germania dell'Est | 1°             | 1°             | 2°             | 1°             | 1°             |